# Hunagundi, Ron
Hunagundi là một làng thuộc tehsil Ron, huyện Gadag, bang Karnataka, Ấn Độ.